# S3 Graphics

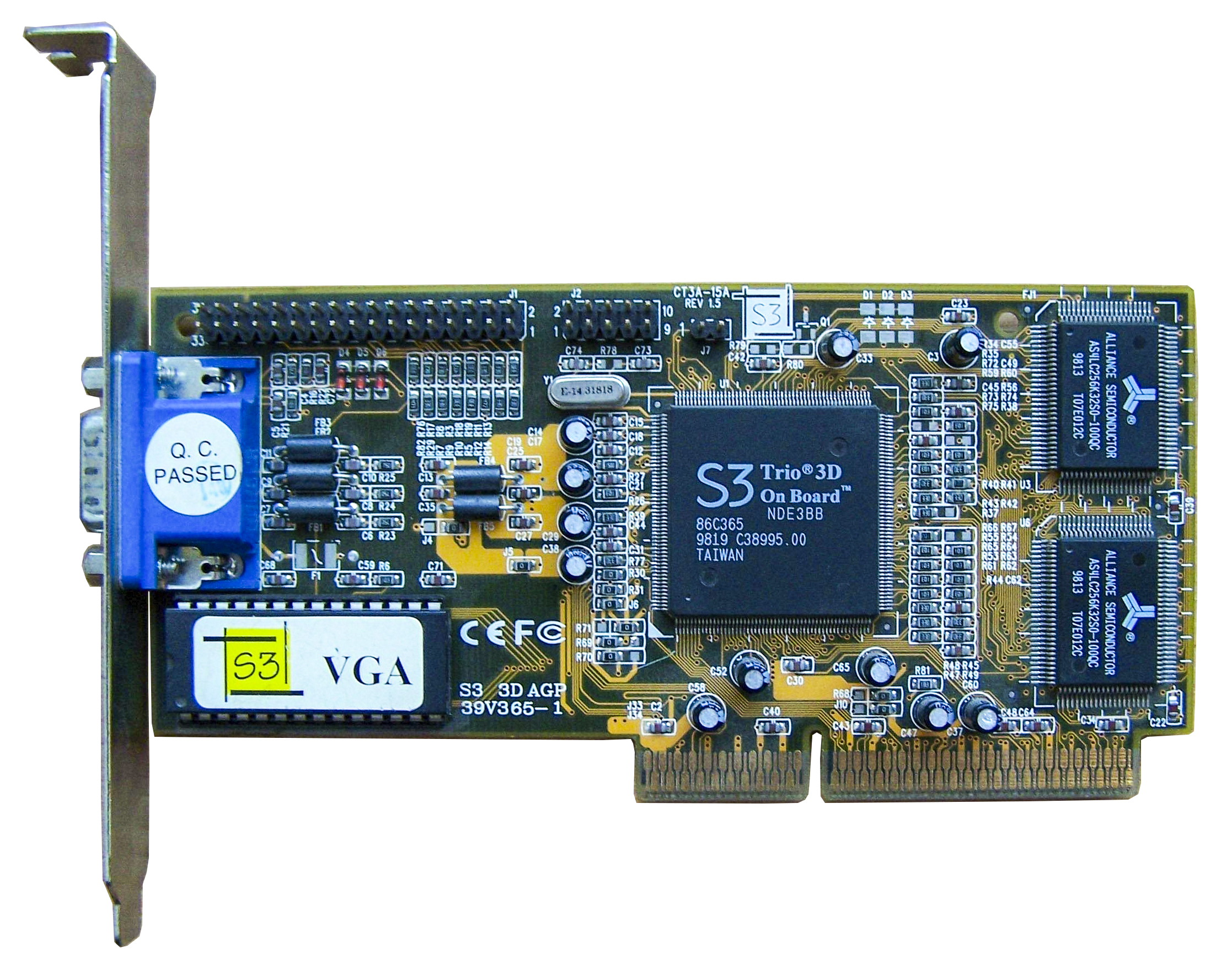
S3 Trio

S3 Graphics – firma produkująca układy graficzne, znana z produktów S3 Trio, S3 Virge, S3 Savage, S3 DeltaChrome/Unichrome oraz innowacyjności, twórca technologii kompresji tekstur S3TC. 
W 2000 roku S3 została wykupiona przez koncern VIA. Obecnie producent głównie zintegrowanych kart graficznych, także dla notebooków.